# سكوت ماكغارفي
سكوت ماكغارفي (بالإنجليزية: Scott McGarvey)‏ هو لاعب كرة قدم بريطاني في مركز الهجوم، ولد في 22 أبريل 1963 في غلاسكو في المملكة المتحدة. شارك مع منتخب اسكتلندا تحت 21 سنة لكرة القدم. أما مع النوادي، فقد لعب مع أريس ليماسول وأولدهام أثلتيك وديري سيتي وسانفريس هيروشيما وغريمسبي تاون ومانشستر يونايتد ونادي بارو ونادي بريستول سيتي ونادي بورتسموث ونادي كارلايل يونايتد ونادي ويتون ألبيون ووولفرهامبتون واندررز وويغان أتلتيك.